# Österland

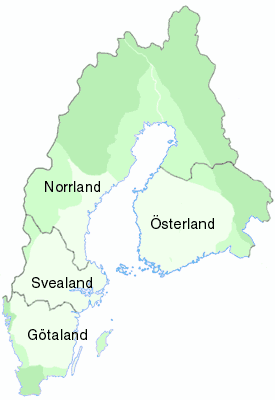
Svédország történelmi országrészei. A sötétebb színezés későbbi svéd birtokbavételt jelez. Svédország ebben a teljes kiterjedésben, illetve ezekkel a határokkal egyidejűleg soha nem létezett

Österland (Keleti föld) Svédország egyik történelmi országrésze, ma Finnország déli része. Északon Norrland határolta.

## Tartományok
Österland a következő hét tartományból állt (mindegyikük a mai Finnországban található):
- Åland
- Egentliga Finland
- Karélia
- Nyland
- Norra Finland
- Savolaks
- Tavastland

## Történelem
A svéd vikingek a korai középkor óta a Balti-tenger mindkét oldalán éltek. A 12. században az akkoriban megkeresztelkedett svealandi királyok (a római katolikus egyház befolyása alatt) keresztes hadjáratot indítottak a finn területek ellen, ami az ország teljes meghódításával ért véget. Ez alatt az idő alatt Svédország is egyetlen király alatt egyesült.
1581-ben Österland tartományt III. János svéd király hercegségi rangra emelte. Később az Österland név használata háttérbe szorult. A 17. században Finnország és Österbotten elnevezést használták helyette, habár a Viborg és Kexholm megyéket külön helyen emlegették. A 18. században a mai Finnország területét az oroszok kétszer is elfoglalták (1714–1721 és 1742–1743). Ezután Finnország két erő között vergődött: a helyi svéd politikusok és az orosz propaganda között (amely felszabadítást ígért a svéd elnyomással szemben).
Österland Svédországhoz tartozott egészen 1809-ig, amikor átadták Oroszországnak Kelet-Norrlandal együtt és ettől fogva Finn Nagyhercegségnek nevezték az Orosz Birodalmon belül.

## Kapcsolódó szócikk
- Finnország történelmi tartományai